# Gymnospermium

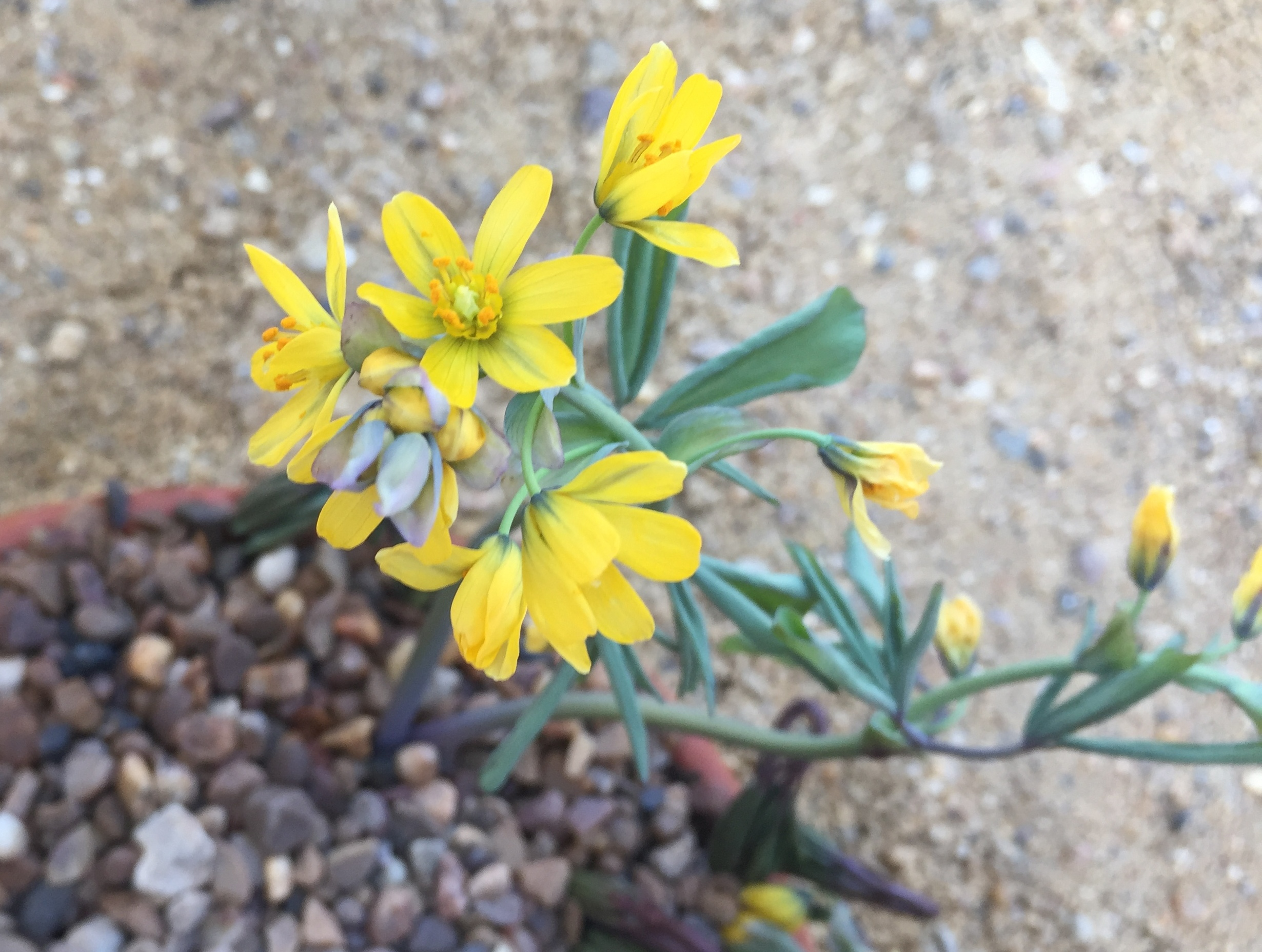
Gymnospermium albertii

Gymnospermium je rostlinný rod z čeledi dřišťálovitých (Berberidaceae), konkrétně z podčeledi Podophylloideae.

## Popis
Jedná se o vytrvalé byliny se vzpřímenou, nevětvenou lodyhou, které tvoří velké, často kulovité hlízy. Květenství je vrcholový hrozen. Koruna se skládá ze 6 zpravidla žlutých lístků, které jsou kratší než žlutě či purpurově zbarvené lístky kališní. Tyčinek je 6. Semeník obsahuje jedinou komůrku se 2 až 4 vajíčky. Plodem je tobolka.

## Rozšíření
Rod Gymnospermium zahrnuje 12 druhů. Je rozšířen v jihovýchodní Evropě, Střední a východní Asii.

## Historie
Rod popsal v roce 1839 francouzský botanik Édouard Spach v knize Histoire Naturelle des Végétaux.

## Druhy
Zástupci rodu Gymnospermium:
- Gymnospermium albertii
- Gymnospermium altaicum
- Gymnospermium darwasicum
- Gymnospermium kiangnanense
- Gymnospermium maloi
- Gymnospermium microrrhynchum
- Gymnospermium odessanum
- Gymnospermium peloponnesiacum
- Gymnospermium scipetarum
- Gymnospermium silvaticum
- Gymnospermium smirnovii
- Gymnospermium sylvaticum
- Gymnospermium vitellinum